# Wonsan
Wonsan é uma cidade portuária da Coreia do Norte localizada na região do Kangwon-do. Situada ao sul do Mar do Japão, Wonsan é dependente das atividades do porto, como estaleiros e das indústrias químicas e de cimento.